# Pirro Ligorio
Pirro Ligorio (Nàpols, 1510/13 — Ferrara, 1583) va ser un arquitecte, arqueòleg i pintor italià. La seva obra mestra és la Vil·la d'Este a Tívoli, prop de Roma. També va projectar diverses obres a Roma per encàrrec del papa Pius IV. A la mort de Miquelàngel va ser nomenat arquitecte de la Basílica de Sant Pere del Vaticà, en col·laboració amb Giacomo della Porta, però va ser acomiadat poc després degut a la seva voluntat de modificar els dissenys de Miquelàngel.
També va destacar com a arqueòleg i va liderar les excavacions de la Villa Adriana i va publicar un mapa de l'antiga Roma. El seu contemporani, l'arquebisbe de Tarragona Antoni Agustí, deia que el més destacable de la seva obra eren els dibuixos i criticava Ligorio perquè no coneixia prou bé el llatí.
Va acabar els seus dies a Ferrara, com a hoste d'Alfons II d'Este.